# Eutelia adulatrix
Eutelia adulatrix (Jacob Hübner, 1813) је врста ноћног лептира из породице Euteliidae.  Ово је једина врста из ове породице забележена у Србији.

## Распрострањење и станиште
Eutelia adulatrix је широко распрострањена у Африци, Јужној Европи и Западној Азији. Насељава топла, жбуновита станишта, макије, чисте храстове шуме. Миграцијом може стићи до Алпа.

## Опис
Код ове врсте распон крила је 25-29 мм. У мировању код ове врсте крила су раширена а абдомен је савијен према горе, тако да личи на опао лист.  

## Биологија
Има пар генерација од пролећа до јесени. Јаја се полажу на доњој страви младих листова. Гусенице су забележене у јулу и августу, у Грчкој.  Хране се биљкама из породице Anacardiaceae, а највише са Pistacia terebinthus. У Србији врста долази миграцијом, па нису забележене гусенице. Налажене су у лету од краја априла до средине септембра. Привлачи их ноћно светло. 